# NetBet
NetBet este un operator de jocuri de noroc online deținut de NetBet Enterprises Ltd. Platforma oferă pariuri sportive pre-live și live, pariuri pe meciuri virtuale și pe loterii internaționale, cazinou online, poker online și o platformă de cazinou live. Compania operează pe mai multe piețe, inclusiv în România, Marea Britanie, Germania, Irlanda și America de Sud, Japonia și multe altele. NetBet este oferit în limbile engleză, germană, japoneză, spaniolă, italiană, franceză, greacă, română, portugheză și finlandeză. NetBet are sediul în Malta și are birouri în Marea Britanie, Franța, România și SUA. În prezent are aproximativ 500 de angajați.
NetBet deține din 2006 o licență europeană obținută în Malta. NetBet este licențiat de Comisia de Jocuri de Noroc din Marea Britanie 3637 și deține licențe în Irlanda, Nigeria, Mexic și Grecia. Cazinourile online din Italia și Franța funcționează, de asemenea, sub numele și marca NetBet Enterprises. 
NetBet a obținut în 2015 o licență pentru a opera în România, devenind unul dintre primele 3 site-uri care să ofere jocuri de noroc online în România. 
NetBet Sport oferă pariuri sportive online pre-live și live. De asemenea, jucătorii au opțiunea de a plasa pariuri pe eSports și pentru anumite piețe speciale care acoperă politica și premiile pentru filme și televiziune. Pentru a garanta rezultate 100% corecte și aleatorii la toate jocurile, NetBet folosește separat două generatoare de numere aleatorii: generatorul ISAAC și un generator de zgomot. În 2018, coeficientul RTP de returnare către jucător a fost de 96.65%.

## Istorie
Compania Cosmo Gaming a fost înființată în iulie 2006 și a început tranzacționarea în iulie 2007. Și-a schimbat numele de la Cosmo Gaming Company la NetBet Enterprises Limited în martie 2017. În august 2013, furnizorul de jocuri iSoftBet, a semnat un acord exclusiv cu SBTech pentru a furniza servicii de pariuri sportive live pe site-ul NetBet.
Pe durata UEFA Euro 2016, NetBet a dat startul Campionatului Multicultural. În același an, NetBet a semnat un contract pe șase ani cu furnizorul de jocuri de noroc, Playtech. Acest contract prevede distribuirea unui conținut exclusiv Playtech pe platforma NetBet.
În cadrul Cupei Mondiale 2018, NetBet Sport a lansat o nouă completare la seria „Multiculturală” sub denumirea, Cupa Multiculturală.
În 2018, Iron Dog Studio a lansat întreaga sa suită de jocuri la NetBet Casino printr-o integrare facilitată de furnizorul NetBet, iSoftBet.
În 2019, NetBet a lansat o hartă interactivă prin care se urmăresc toate filmele și anecdotele afiliate personajului James Bond.
În 2020, NetBet a publicat un studiu realizat de Blue Claw despre potențialele amenzi cu care se pot confrunta producătorii de automobile dacă nu se vor conforma obiectivelor privind emisiile de carbon impuse de Uniunea Europeană pentru anul 2021.

## Prezentare generală

### Turnee de poker în direct
În 2015, NetBet.ro a organizat turnee de calificare online pentru festivalurile PokerFest și Israel Poker Tour 4 București.
În perioada august 2016 – ianuarie 2020, în multiple cluburi de poker din România au avut loc turnee live sub egida NetBet Open, organizate alături de PokerFest România.
| Nume festival                           | Perioadă             | Locație                | Oraș        |
| NetBet Open by PokerFest 100k GTD       | 29 Ian – 2 Feb 2020  | Player's Poker Club    | Cluj-Napoca |
| NetBet Open by Pokerfest €100K GTD      | 13 Ian – 19 Ian 2020 | Poker Room             | București   |
| NetBet Open by Pokerfest €200K GTD      | 16 Dec – 22 Dec 2020 | Poker Room             | București   |
| NetBet Open by Pokerfest €100K GTD      | 14 Oct – 20 Oct 2019 | Poker Room             | București   |
| NetBet Warm Up by PokerFest €60,000 GTD | 23 Sep – 29 Sep 2019 | Poker Room             | București   |
| NetBet Summer Cup 2nd Edition 50k GTD   | 26 Aug – 1 Sep 2019  | Poker Room             | București   |
| NetBet Summer Cup 50k GTD               | 29 Iul – 4 Aug 2019  | Poker Room             | București   |
| NetBet Open Powered by PokerFest        | 08 Apr – 14 Apr 2019 | Poker Room             | București   |
| NetBet Warm-up Powerd by PokerFest      | 20 Mar – 24 Mar 2019 | Poker Room             | București   |
| NetBet Open 2019                        | 14 Ian – 20 Ian 2019 | PokerFest Club         | București   |
| NetBet Mini Series                      | 27 Dec – 28 Dec 2018 | PokerFest Club         | București   |
| NetBet Open                             | 01 Aug – 7 Aug 2016  | Vox Maris Grand Resort | Costinești  |

### Sponsorizări
NetBet a fost sponsor sau partener oficial pentru mai multe echipe sportive, precum OGC Nice în 2014,  AS Saint-Etienne și Hamilton Academical în 2016.
NetBet a fost sponsor principal al echipei FCSB din 2015 până în 2019.
În 2015, Netbet a semnat un contract de publicitate pe stadion cu West Bromwich Albion Football Club.
În 2017, NetBet a sponsorizat Cupa Intercartiere Falemi Nana, cea mai importantă competiție de fotbal pentru amatori din România.
În 2017, NetBet a fost lături de exploratorul Daniel Cinghea, când acesta a cucerit cele mai impresionante culmi ale Americii de Sud. 
În martie 2018, NetBet a sponsorizat cea de-a 3-a ediție DanceMasters care a avut loc în București.
În mai 2018, NetBet a sponsorizat cursele de la Goodwood Racecourse, pe durata a două zile. 
Pe 5 iunie 2018, NetBet a sponsorizat patru curse la Fontwell Park Racecourse.
Pe 9 iunie 2018, NetBet a sponsorizat un eveniment Bare Knuckle Boxing, BKB11, la O2.
Pe 21 iulie 2018, NetBet a sponsorizat o altă luptă pentru Bare Knuckle Boxing din Cwmbran.
Pe 22 august 2018, NetBet a sponsorizat Ladies Night la Fontwell Park Racecourse.
Pe 4 septembrie 2018, NetBet a sponsorizat cursele unei alte zile la Goodwood Racecourse.
Pe 17 noiembrie 2019, NetBet a sponsorizat la Brașov, maratonul Corsorul 15 Noiembrie.
În 2020, NetBet a semnat contracte de sponsorizare cu două echipaje de raliu înscrise în cadrul Campionatului Național de Raliuri. Cele două echipaje sponsorizate sunt formate din pilotul Dan Gîrtofan și navigatorul Tudor Mârza pe o mașină Skoda R5, respectiv Răzvan Trisnevschi pilot și navigatorul Traian-Codrut Arsenescu.

### Campanii de de publicitate pentru taxiuri și autobuze
În 2019, NetBet a lansat două campanii de publicitate mobilă pentru autobuze și taxiuri. Campania a personalizat cu logoul brandul NetBet, autobuzele și 750 de mașini Black Cab care aveau curse pe străzile Londrei. 

### Ambasadori
Alexandre Ruiz este un jurnalist sportiv francez care lucrează pentru beIn Sports. El este ambasadorul NetBet FR din 2014.
Daniel Bravo a fost un fotbalist francez care a jucat pentru Paris Saint-Germain, AS Monaco și Olympique de Marseille. A ocupat funcția de ambasador al NetBet FR în perioada 2012-2014.
Dan Petrescu a fost primul ambasador NetBet România. 

## Produse
Printre produsele importante ale NetBet se numără NetBet Casino, NetBet Live, NetBet Vegas, NetBet Loto și NetBet Poker. Cazinoul are peste 1.500 de jocuri slot, jocuri de cărți și jocuri de masă.
NetBet Sport oferă pariuri sportive online pre-live și live. De asemenea, jucătorii au opțiunea de a plasa pariuri pe eSports și pentru anumite piețe speciale care acoperă politica și premiile pentru filme și televiziune.
Unele dintre cele mai populare jocuri slot sunt Starburst (NetEnt), Gonzo's Quest (NetEnt) și Who wants to be a Millionaire (NYX) ș.a.m.d.

## Premii
În 2015, NetBet a obținut premiul pentru „Cel mai bun site în relația cu clienții” la Gala Premiilor Casino Life & Business Magazine.
În 2016, la Central and Eastern European Gaming Conference Awards (CEEGA), NetBet a câștigat premiul pentru „Cel mai bun operator de pariuri sportive online”, iar furnizorul lor, SBTech, a câștigat premiul pentru „Cel mai bun furnizor de pariuri sportive”.
În 2016, Blueclaw și GIMO au fost nominalizați la premiile UK Search Awards și Best Use of Search pentru munca depusă la desfășurarea Campionatul Multicultural NetBet și al Premier League of Nations.
În 2017, NetBet a fost nominalizat la premiul pentru „Cel mai bun program de afiliere care nu este englez”, la iGB Affiliate Award.
În 2019, NetBet a fost nominalizat la Premiile EGR pentru categoria „Operator de servicii pentru clienți”.
În 2018 și 2019, NetBet a primit trofeul „Cea mai bună platformă de casino online din România” la Gala Premiilor Casino Inside.

## Joc responsabil
NetBet lucrează în strânsă colaborare cu serviciile de consiliere pentru dependența de jocuri de noroc și le permite jucătorilor să își seteze limite la depunere, retragere și mesaje de atenționare. Site-ul oferă, de asemenea, versiuni demo ale jocurilor, care pot fi jucate fără a paria bani reali. Înregistrarea minorilor pe site-ul NetBet este interzisă. 
NetBet a implementat și un instrument de autoevaluare. Acest instrument este alcătuit dintr-un set de 15 întrebări care, pe baza răspunsurilor, jucătorii își pot evalua nivelul de risc. Pe baza acestui nivel de risc, sunt sugerate acțiuni precum impunerea limitelor. În plus, dacă rezultatul sondajului unui client prezintă riscuri de dependență, o alertă este trimisă echipei de jocuri responsabile, care va interacționa cu clientul și va începe monitorizarea activității sale.

## Controverse
În 2016, NetBet a fost în centrul atenției după ce a fost acuzat de publicitate video înșelătoare. ASA (Autoritatea Standardelor de Publicitate) a condamnat reclamele publicitare de la o serie de organizații de jocuri de noroc, inclusiv NetBet, pentru reprezentarea rezultatelor jocurilor de noroc online ca o modalitate de îmbogățire. 
ASA a decis faptul că reclama nu trebuie să mai apară în această formă, iar NetBet trebuie să se asigure că publicitatea ulterioară nu va glorifica jocurile de noroc.
În 2017, Consiliul Național al Audiovizualului a decis amendarea Pro TV cu 10.000 RON pentru difuzarea unui spot publicitar al casei de pariuri NetBet. Decizia CNA a avut la bază două motive.  Spotul publicitar a fost difuzat înainte de ora 22.00, în condițiile în care NetBet promovează jocuri de noroc, ce nu sunt permise minorilor. Promovarea pentru aceste produse se poate face doar după 22.00. Totodată, în reclamă o voce din off spune că NetBet este sponsorul echipei Steaua, deși casa de pariuri sponsorizează echipa lui Becali, FCSB. 
După decizia CNA, spotul NetBet nu mai poate rula pe TV cu mesajul „NetBet, sponsor oficial al echipei Steaua”. Acesta trebuie să fie modificat astfel încât să respecte legislația audiovizuală privind informarea corectă.